# Фріо (округ, Техас)
Шаблон:StateAbbr_ 28°52′ пн. ш. 99°07′ зх. д. / 28.86° пн. ш. 99.11° зх. д.
Округ  Фріо (англ. Frio County) — округ (графство) у штаті  Техас, США. Ідентифікатор округу 48163.

## Історія
Округ утворений 1871 року.

## Демографія
За даними перепису 2000 року загальне населення округу становило 16252 осіб, зокрема міського населення було 11949, а сільського — 4303. Серед мешканців округу чоловіків було 8911, а жінок — 7341. В окрузі було 4743 домогосподарства, 3643 родин, які мешкали в 5660 будинках. Середній розмір родини становив 3,44.
Віковий розподіл населення поданий у таблиці:
| Стать    | До 15 років | 15-21 | 22-29 | 30-39 | 40-49 | 50-65 | 65-85 | Понад 85 |
| -------- | ----------- | ----- | ----- | ----- | ----- | ----- | ----- | -------- |
| Чоловіки | 1985        | 917   | 1613  | 1522  | 1082  | 1051  | 675   | 66       |
| Жінки    | 1898        | 802   | 734   | 936   | 921   | 1072  | 833   | 145      |

## Суміжні округи
- Медина — північ
- Атаскоса — схід
- Ла-Салл — південь
- Дімміт — південний захід
- Завала — захід

## Виноски
1. ↑  U.S. Decennial Census. United States Census Bureau. Архів оригіналу за 26 квітня 2015. Процитовано 26 квітня 2015.
2. ↑  Texas Almanac: Population History of Counties from 1850–2010 (PDF). Texas Almanac. Архів оригіналу (PDF) за 26 лютого 2015. Процитовано 26 квітня 2015.
3. ↑  State & County QuickFacts. United States Census Bureau. Архів оригіналу за 18 жовтня 2011. Процитовано 16 грудня 2013. [Архівовано 2011-10-18 у Wayback Machine.](англ.) Наведено за англійською вікіпедією.
4. ↑  American FactFinder. Бюро перепису населення США. Архів оригіналу за 26 лютого 2012. Процитовано 31 січня 2008. [Архівовано 2008-05-21 у Wayback Machine.]

| США | Це незавершена стаття з географії США. Ви можете допомогти проєкту, виправивши або дописавши її. |